# Quercus aucheri
Quercus aucheri és una espècie de roure que pertany a la família de les fagàcies, del gènere i subgènere Quercus, secció Cerris. Les poblacions estan localitzades i aïllades a les illes de l'Egeu (Grècia) i en parts d'Anatòlia (Turquia).

## Descripció
Quercus aucheri és un petit arbre o arbust perennifoli que sovint creix menys de 3 m, però pot arribar als 10 m d'altura. Les branquetes són vellutades al principi, de color marró groguenc glabrescent, una mica penjants. Els brots són ovoides, arrodonides a l'àpex i puberulentes. Les fulles fan 0,9-4 x 0,9-2 cm, coriàcies, oblongues o àmpliament ovades, s'assemblen a les del Quercus coccifera, glabres per sobre o de vegades lleugerament tomentoses, grises pàl·lides, densament tomentoses estelades per sota. Els marges sencers o dentats (fulles senceres en els brots més vells i/o curtes, i fulles serrades quan són joves, llargs, brots estèrils). L'àpex és arrodonit entre 5 a 9 parells de venes, poc visibles per sobre. Els pecíols estan absents o molt curts (a 0,6 cm), de color gris tomentós. Les glans fan entre 1,8 a 2,2 cm, ovades, mucronades i maduren en el segon any. Les núcules estan tancades 1/2 de la cúpula. La cúpula fa 2 cm de diàmetre, sèssil o amb peduncle gruixut i molt curt, amb escales pubescents, ovades, imbricats, lliures a la punta curta.

## Distribució
Aquesta espècie poc comuna, és un petit arbre o arbust que creix a les zones costaneres del sud-oest de Turquia i algunes de les illes de l'Egeu.

## Taxonomia
Quercus aucheri va ser descrita per Jaub. i Spach i publicat a Illustrationes Plantarum Orientalium 1: 113, t. 58. 1843.
Etimologia
Quercus: nom genèric del llatí que designava igualment al roure i a l'alzina.
aucheri: epítet